# Tyler Herron
Tyler Daschier Herron (West Palm Beach, Florida, 5 de agosto de 1986 - Wellington, Florida, 27 de octubre de 2021) fue un beisbolista estadounidense que se desempeñó en la posición de lanzador diestro.

## Primeros años
Nació y se crio en West Palm Beach, Florida. Asistió a Wellington High School, en Wellington, Florida. Inicialmente, en la escuela secundaria jugó como campocorto y tercera base.
En su último año de los Wellington Wolverines, lideró a la nación con una efectividad de 0.25 y ponchó a 81 bateadores en 57 entradas.

## Trayectoria
Como estudiante de último año en Wellington High School en Florida, lideró la nación con una efectividad de 0.25. Fue seleccionado por los Cardenales de San Luis en la Primera Ronda del Draft de Grandes Ligas de 2005. Fue clasificado como el prospecto número 11 de la Midwest League en 2007, y el prospecto número 10 de los St. Louis Cardinals, por Baseball America. Lanzó para los Honolulu Sharks en la Liga de Béisbol Invernal de Hawái para Novatos 2008 y lideró la liga con efectividad de 0.69. Lanzando para los Indios de Mayagüez en el invierno de 2014, fue un  All Star de postemporada de la Liga de Béisbol Profesional Roberto Clemente de Puerto Rico y un All Star de la Serie Mundial del Caribe. En 2016, lanzando para los Fargo-Moorhead RedHawks, lideró la Asociación Estadounidense independiente con una efectividad de 0.80. 
Herron estaba en la lista de Israel en el clasificatorio del Clásico Mundial de Béisbol 2017, pero no lanzó.
Lanzó para el Equipo de Israel en el Clásico Mundial de Béisbol de 2017 en marzo de 2017. Dijo que fue: "La mejor experiencia que he tenido en el béisbol con seguridad ... Fue la experiencia más genial que he tenido".